# Postnord Vårgårda WestSweden RR 2019
La 14.ª edición de la prueba de ruta de la Postnord Vårgårda WestSweden RR  se celebró el 18 de agosto de 2019 sobre un recorrido de 145,3 km con inicio y final en la ciudad de Vårgårda en Suecia.
La carrera hizo parte del UCI WorldTour Femenino 2019 como competencia de categoría 1.WWT del calendario ciclístico de máximo nivel mundial siendo la decimoctava carrera de dicho circuito y fue ganada por la ciclista italiana Marta Bastianelli del equipo Virtu. El podio lo completaron las ciclistas neerlandesas Marianne Vos del equipo CCC-Liv y Lorena Wiebes del equipo Parkhotel Valkenburg.

## Recorrido
El recorrido fue rediseñado iniciando con una zona pavimentada y después de recorridos 66,7 km se completan tres pequeñas giros urbanos de 11 km. Luego, durante las últimas tres vueltas se agrega un sector pavimentado al circuito para un recorrido de 15,2 km de largo.

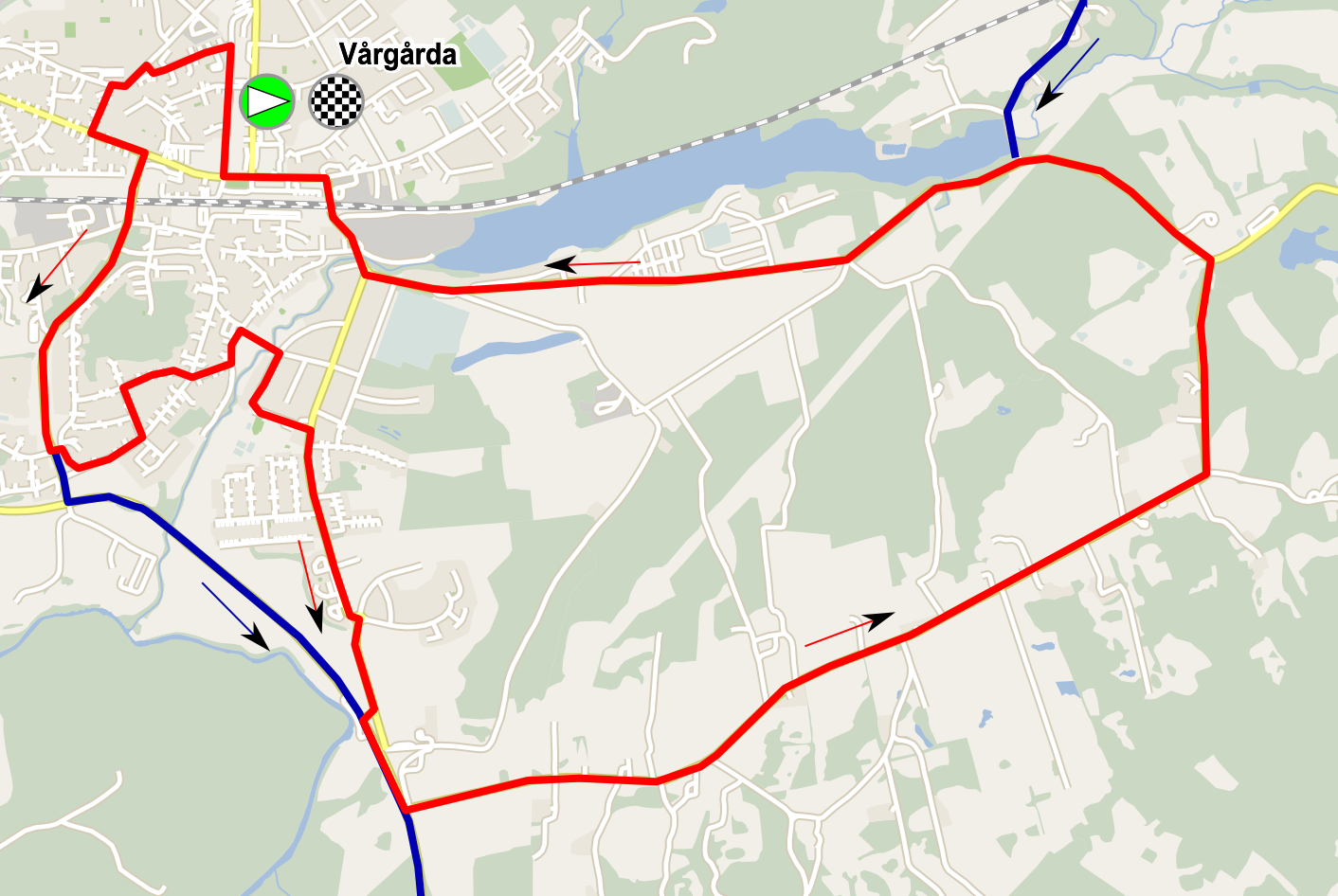
−−−: Circuito de 11 km con 3 vueltas −−−: Circuito largo de 66,7 km que se recorre una vez
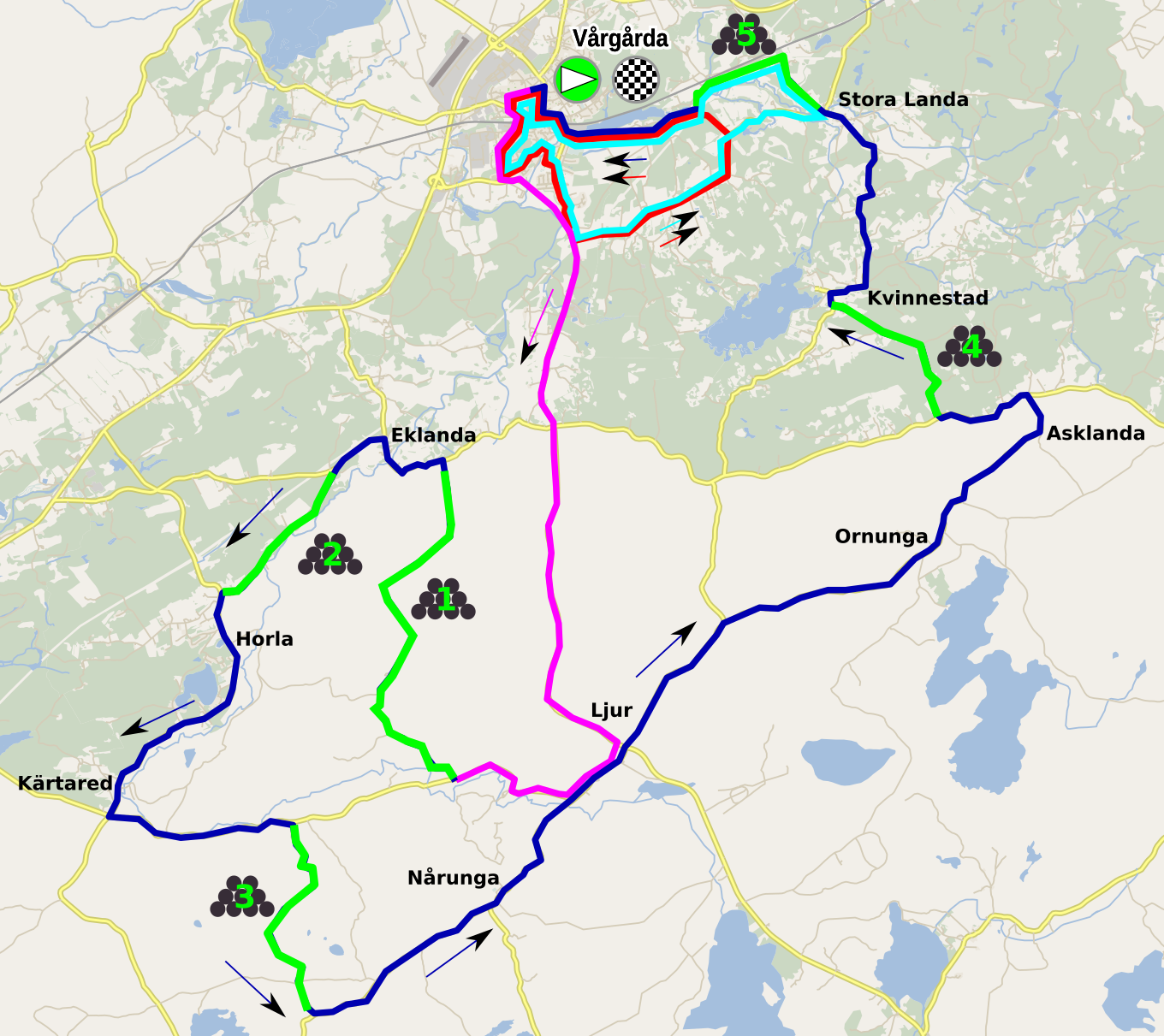
−−−: Circuito de 11 km con 3 vueltas −−−: Circuito de 15,2 km con 3 vueltas −−−: Comienzo del circuito largo −−−: Fin del circuito largo de 66,7 km, recorrido una vez

## Equipos
Tomaron parte en la carrera un total de 17 equipos, de los cuales 15 son equipos de categoría UCI Team Femenino invitados por la organización y 2 selecciones nacionales, quienes conformaron un pelotón de 97 ciclistas de las cuales terminaron 76. Los equipos participantes fueron:
| Equipos femeninos (15)- Alé Cipollini - Boels Dolmans - BTC City Ljubljana - Canyon-SRAM Racing - CCC-Liv - FDJ-Nouvelle Aquitaine-Futuroscope - Mitchelton-Scott - Movistar Team - Parkhotel Valkenburg-Destil - Sunweb Women - Tibco-Silicon Valley Bank - Virtu Cycling Women - Valcar Cylance - Trek-Segafredo - WNT-Rotor Pro Cycling Equipos nacionales (2)- Noruega - Suecia |
| |

## Clasificaciones finales
Las clasificaciones finalizaron de la siguiente forma:

### Clasificación general
| \| Clasificación general \| Clasificación general \| Clasificación general \| Clasificación general \| Clasificación general \| \| Ciclista \| Ciclista \| Equipo \| Tiempo \| \| \| --------------------- \| ------------------------- \| ---------------------------------- \| --------------------- \| --------------------- \| \| 1.ª \| Marta Bastianelli \| Virtu Cycling Women \| 3 h 37 min 43 s \| \| \| 2.ª \| Marianne Vos \| CCC-Liv \| + 0 s \| \| \| 3.ª \| Lorena Wiebes \| Parkhotel Valkenburg \| + 0 s \| \| \| 4.ª \| Chloe Hosking \| Alé Cipollini \| + 0 s \| \| \| 5.ª \| Amy Pieters \| Boels Dolmans \| + 1 s \| \| \| 6.ª \| Marta Cavalli \| Valcar Cylance \| + 2 s \| \| \| 7.ª \| Maria Giulia Confalonieri \| Valcar Cylance \| + 3 s \| \| \| 8.ª \| Ruth Winder \| Trek-Segafredo \| + 3 s \| \| \| 9.ª \| Stine Borgli \| FDJ-Nouvelle Aquitaine-Futuroscope \| + 3 s \| \| \| 10.ª \| Leah Kirchmann \| Sunweb \| + 3 s \| \| |                           |                                    |                 |
| |                           |                                    |                 |
| |                           |                                    |                 |
| Clasificación general |                           |                                    |                 |
| Ciclista | Ciclista                  | Equipo                             | Tiempo          |
| 1.ª | Marta Bastianelli         | Virtu Cycling Women                | 3 h 37 min 43 s |
| 2.ª | Marianne Vos              | CCC-Liv                            | + 0 s           |
| 3.ª | Lorena Wiebes             | Parkhotel Valkenburg               | + 0 s           |
| 4.ª | Chloe Hosking             | Alé Cipollini                      | + 0 s           |
| 5.ª | Amy Pieters               | Boels Dolmans                      | + 1 s           |
| 6.ª | Marta Cavalli             | Valcar Cylance                     | + 2 s           |
| 7.ª | Maria Giulia Confalonieri | Valcar Cylance                     | + 3 s           |
| 8.ª | Ruth Winder               | Trek-Segafredo                     | + 3 s           |
| 9.ª | Stine Borgli              | FDJ-Nouvelle Aquitaine-Futuroscope | + 3 s           |
| 10.ª | Leah Kirchmann            | Sunweb                             | + 3 s           |

## UCI WorldTour Femenino
La Postnord Vårgårda WestSweden otorgó puntos para el UCI WorldTour Femenino 2019 y el UCI World Ranking Femenino, incluyendo a todas las corredoras de los equipos en las categorías UCI Team Femenino. Las siguientes tablas muestran el baremo de puntuación y las 10 corredoras que obtuvieron más puntos:
| Posición   | 1.ª | 2.ª | 3.ª | 4.ª | 5.ª | 6.ª | 7.ª | 8.ª | 9.ª | 10.ª | 11.ª | 12.ª | 13.ª | 14.ª | 15.ª | 16.ª-30.ª | 31.ª-40.ª |
| Puntuación | 200 | 150 | 125 | 100 | 85  | 70  | 60  | 50  | 40  | 35   | 30   | 25   | 20   | 15   | 10   | 5         | 3         |

| Clasificación |                           |                                    |        |
| Posición      | Ciclista                  | Equipo                             | Puntos |
| ------------- | ------------------------- | ---------------------------------- | ------ |
| 1.ª           | Marta Bastianelli         | Virtu                              | 200    |
| 2.ª           | Marianne Vos              | CCC-Liv                            | 150    |
| 3.ª           | Lorena Wiebes             | Parkhotel Valkenburg               | 125    |
| 4.ª           | Chloe Hosking             | Alé Cipollini                      | 100    |
| 5.ª           | Amy Pieters               | Boels-Dolmans                      | 85     |
| 6.ª           | Marta Cavalli             | Valcar Cylance                     | 70     |
| 7.ª           | Maria Giulia Confalonieri | Valcar Cylance                     | 60     |
| 8.ª           | Ruth Winder               | Trek-Segafredo                     | 50     |
| 9.ª           | Stine Borgli              | FDJ Nouvelle Aquitaine Futuroscope | 40     |
| 10.ª          | Leah Kirchmann            | Sunweb                             | 35     |